# Eusebio Videla
Eusebio Videla (Buenos Aires, Argentina) fue un futbolista de nacionalidad argentina. Su puesto era centrohalf. Se destacó en Tigre y River Plate, en donde fue parte de La Máquina. Además, integró la Selección de fútbol de Argentina.

## Historia
Cuando tenía 17 años, comenzó a destacarse en la cuarta especial de Tigre, división en la que solamente juego doce partidos para pasar, ese mismo año, a debutar en el equipo superior. En el puesto de centrohalf -tal como por ese entonces aún se lo denominaba al eje medio o volante defensivo- mostró su calidad y de inmediato tuvo la transcendencia de los grandes.
Se transformó en el alma de la escuadra de Victoria, dónde jugo más de 200 partidos, desempeñándose con toda la voluntad que su corazón de luchador le imponía. Su presencia en la cancha, dando la sensación de ser el nervio propulsor de las grandes hazañas, siempre era una admirable lección de tenacidad y eficacia. 
Los comienzos de la década de 1940 fueron épocas de prosperidad para Tigre, que llegó a tener en su formación a nueve jugadores con pasado o presente de Selección Argentina.
En ese contexto, fue convocado para los Sudamericanos de 1941 y 1942. Allí salió campeón y compartió equipo con Adolfo Pedernera y el Charro Moreno.
Pasó a River Plate en el mejor momento histórico del club de Nuñez. Eran los tiempos de La Máquina, y el pilarense se dio el lujo de ser inmortalizado en la tapa de El Gráfico, dada la magnitud de su figura en aquellos tiempos.
Fue trasferido a Huracán, donde jugó hasta 1947, momento en el que dejó el fútbol profesional cuando apenas estaba bordeando los 30 años.

## Trayectoria
| Club        | País      | Período   |
| ----------- | --------- | --------- |
| Tigre       | Argentina | 1935-1942 |
| River Plate | Argentina | 1943-1945 |
| Huracán     | Argentina | 1945-1947 |

## Selección Argentina

### Participaciones en Copas América
| Competición       | Equipo              | Sede    | Resultado  |
| ----------------- | ------------------- | ------- | ---------- |
| Copa América 1941 | Selección Argentina | Chile   | Campeón    |
| Copa América 1942 | Selección Argentina | Uruguay | Subcampeón |

## Palmarés

### Campeonatos internacionales
| Título       | Equipo              | Sede  | Año  |
| ------------ | ------------------- | ----- | ---- |
| Copa América | Selección Argentina | Chile | 1941 |

### Campeonatos no oficiales
| Título                       | Equipo              | Sede  | Año  |
| ---------------------------- | ------------------- | ----- | ---- |
| Copa Presidente de Argentina | Selección Argentina | Chile | 1941 |
| Copa Roque Sáenz Peña        | Selección Argentina | Perú  | 1941 |